# Аліса Лю
Алíса Лю (англ. Alysa Liu; нар. 8 серпня 2005, Кловіс, США) — американська фігуристка, яка виступає у жіночому одиночному катанні. Чемпіонка (2025) та бронзова призерка (2022) Чемпіонату світу. Чемпіонка Nebelhorn Trophy (2021), чемпіонка Lombardia Trophy (2021). Дворазова чемпіонка США (2019, 2020). У віці 16 років вона брала участь у Зимових Олімпійських іграх 2022 року, де посіла шосте місце. На юніорському рівні Лю є бронзовою призеркою Чемпіонату світу серед юніорів (2020), срібною призеркою Фіналу Гран-прі серед юніорів (2019), чемпіонкою США серед юніорів (2018).
Лю стала наймолодшою чемпіонкою США серед жінок, коли вона виграла свій перший титул у віці 13 років. За рік, у віці 14 років, вона стала наймолодшою фігуристкою, яка виграла два національних титули серед дорослих. Лю стала першою жінкою, яка виграла два поспіль титули чемпіонки США після Ешлі Вагнер у 2012 і 2013 роках. Вона також стала першою жінкою, яка виграла титули серед юніорів і старших один за одним після Мірай Наґасу у 2008 році.
Вона була першою американською юніоркою-одиночницею, яка успішно виконала потрійний аксель на міжнародних змаганнях, першою американкою, яка виконала четверний стрибок, першою жінкою, яка виконала четверний стрибок і потрійний аксель в одній програмі, і першою жінкою, яка виконала потрійний аксель у комбінації з потрійним тулупом у короткій програмі. У 2019 році Лю було включено до першого списку Time 100 Next.

## Біографія
Аліса Лю народилася 8 серпня 2005 року в Кловісі, штат Каліфорнія, як старша дитина Артура Лю, адвоката, який іммігрував до США з невеликого гірського села в Сичуані, Китай, у 1990-х роках у віці 25 років після отримання диплому в Китаї. Він здобув подальшу освіту в Каліфорнії, отримавши ступінь магістра ділового адміністрування та права. Лю — старша з п'яти дітей; як і її брати і сестри (сестра Селіна і трійня Джошуа, Джастін і Джулія), вона була зачата від анонімного донора яйцеклітин і сурогатної матері. На момент народження Аліси її батько все ще був одружений на Янь «Мері» Цінсінь, яку Лю та її брати і сестри називають своєю мамою і яка діє як їхній законний опікун, навіть після її розлучення з Артуром.
Лю відвідувала китайську школу протягом трьох років, а потім перейшла до Оклендської школи мистецтв, яка на той час пропонувала програму фігурного катання. Коли Лю почала пропускати занадто багато уроків через від'їзди, пов'язані зі змаганнями, вона вступила до Каліфорнійської академії зв'язків і почала домашнє навчання в юридичній конторі свого батька в перервах між практиками. Лю закінчила середню школу у червні 2021 року у віці 15 років. Восени 2023 року вона вступила до Каліфорнійського університету в Лос-Анджелесі, де вивчає психологію.

## Спортивна кар'єра

### Початок
Лю почала кататися на ковзанах у віці п'яти років, коли її батько, шанувальник Мішель Кван, привів її в Оклендський льодовий центр. Вона почала брати групові уроки зі своїм першим тренером в дитинстві Лаурою Ліпецькі. Вона почала навчати Лю у віці 5 з половиною років, і перший хореограф Лю, Сінді Стюарт, також почала працювати з Лю, коли вона була маленькою.
У 2015 році, Лю посіла сьоме місце на Центрально-Тихоокеанських регіональних змаганнях. На Чемпіонаті США 2016 року вона стала наймолодшою фігуристкою, яка завоювала проміжну золоту медаль.
Змагаючись у категорії новачків, Лю посіла четверте місце на чемпіонаті США 2017 року.

### Серед юніорів

#### Сезон 2017—2018: Дебют на юніорському рівні та золото юніорського Чемпіонату США
Лю відкрила свій сезон зі срібної медалі на Asian Open Trophy 2017, де вона посіла друге місце після японки Мани Кавабе. Вона була наймолодшою фігуристкою, яка брала участь у юніорському Чемпіонаті США 2018 року в Сан-Хосе, Каліфорнія. Вона виграла змагання, незважаючи на застуду та біль у горлі. Її коротка програма включала три обертання рівня 4, комбінацію потрійний фліп—потрійний тулуп і потрійний лутц, що принесло їй 63,83 балів. Вона заробила 120,33 бали під час своєї довільної програми після приземлення двох подвійних акселів і семи потрійних стрибків, які всі були виконані у другій половині програми. Вона отримала загальну оцінку 184,16 балів і другий найвищий результат на юніорському рівні. Незважаючи на те, що вона виграла золото, Лю не мала права брати участь у Чемпіонаті світу серед юніорів 2018 року, оскільки вона не була достатньо дорослою. Натомість її відправили на International Challenge Cup 2018, де вона виграла срібну медаль серед новачків, поступившись Хані Йосіді з Японії.

#### Сезон 2018—2019
У серпні 2018 року Лю брала участь як новачок у Asian Open Trophy 2018 у Бангкоку, Таїланд. Вона виграла золото, випередивши срібну призерку Сару Ґонду більш ніж на десять очок. Вона виконала потрійний аксель у довільній програмі, ставши наймолодшою фігуристкою в історії, яка виконала чистий потрійний аксель на змаганнях, і четвертою американською фігуристкою, якій це вдалося після Тоні Гардінг, Кіммі Мейсснер і Мірай Наґасу.

#### Сезон 2019—2020
На Aurora Games 2019 вона отримала ідеальні бали, вивела команду США на перше місце в загальному заліку та була першою американською фігуристкою, яка успішно виконала четверний лутц на змаганнях, хоча вони проводилися не під егідою ISU.
Лю дебютувала на міжнародних змаганнях на Гран-прі серед юніорів у Лейк-Плесіді у серпні 2019 року. Вона набрала 69,30 балів за коротку програму, побивши свій особистий рекорд у короткій програмі майже на 20 балів. Вона виконала усі свої стрибки, включно з трьома потрійними, виконала три оберти рівня 4 і отримала позитивні оцінки за виконання всіх семи елементів.
Під час своєї довільної програми Лю стала першою американською фігуристкою, яка виконала четверний лутц на змаганнях. Вона також стала першою фігуристкою, яка виконала четверний стрибок і потрійний аксель в одній програмі на змаганнях. Лю розпочала свою довільну програму з потрійного акселя та подвійного тулупу, а потім почетвірного лутца, за який вона отримала 13,80 балів. Вона впала на своєму другому потрійному акселі, але успішно виконала його після шести потрійних стрибків. Вона також заробила оцінки рівня 4 за її три обертання та найвищі оцінки за її послідовність кроків, заробивши 59,66 балів за компоненти програми. Це був перший з 2013 року раз (після Поліни Едмундс), коли американська фігуристка виграла юніорський Гран-прі.
Другий етап юніорського Гран-прі для Лю відбувся у Польщі. Після короткої програми вона посіла четверте місце. У своїй короткій програмі вона виконала потрійний аксель—потрійний тулуп, перший в історії юніорського Гран-прі. Лю подвоїла запланований потрійний ритбергер, відстаючи трохи більше ніж на чотири очки, перейшовши до довільної програми. У своєму довільному катанні Лю «майже втримала» свій перший стрибок, потрійний аксель, але покращилася з ходом, завершивши комбінацію, яка включала подвійний тулуп. Потім вона виконала четверний лутц, потрійний аксель, потрійний ритбергер та каскади потрійний лутц—потрійний тулуп і потрійний лутц—ойлер—потрійний сальхов. Фігуристка отримала найкращий результат сезону — 138,99 балів у довільній програмі та 203,10 балів у загальному заліку. Вона кваліфікувалася до Фіналу юніорського Гран-прі і стала першою американською фігуристкою, яка зробила це після Карен Чен і Поліни Едмундс у 2013 році, набравши 30 очок.
Лю виграла срібну медаль у Фіналі Гран-прі серед юніорів 2019 року. Вона посіла перше місце в короткій програмі із комбінацією потрійний аксель—потрійний тулуп, набравши 71,09 балів. Незважаючи на те, що її стрибки були найскладнішими в її довільній програмі, і вона успішно виконала шість потрійних стрибків, її четверний лутц і потрійний аксель були визнані недоротованими, і вона впала на потрійному акселі, посівши друге місце у довільній програмі та друге в загальному заліку.
Лю не могла брати участь у міжнародних змаганнях старшого рівня, але була включена до команди Чемпіонату світу серед юніорів 2020 року разом зі Старр Ендрюс так Ліндсі Торнгрен. Там вона посіла третє місце після росіянок Каміли Валієвої та Дарії Усачової.
Після цього сезону батько Лю вирішив, що більше не хоче, щоб його донька продовжувала працювати з давньою тренеркою Лаурою Ліпецькі. Він вирішив, що вона почне працювати з Філліпом Ді Гульєльмо та Массімо Скалі, з останнім з яких вона почала працювати у 2019 році. Лю оголосила про цю зміну 22 червня 2020 року. Вона також заявила, що залишиться в Окленді, штат Каліфорнія, а також почне співпрацювати з канадськими тренерами Лорі Нікол та Лі Баркелл через відеоконференції та поїздки на їхню базу в Торонто, Канада.

#### Сезон 2020—2021
Фігуристка мала обмежені можливості для міжнародних змагань після того, як юніорські етапи Гран-прі 2020 року були скасовано через пандемію COVID-19, і вона не мала права брати участь у дорослих етапах Гран-прі. Борючись зі своїми стрибками через стрімкий ріст, вона посіла четверте місце у ISP Points Challenge після Мерайї Белл, Брейді Теннелл і Ембер Гленн. У жовтні Лю запросили на змагання Las Vegas Invitational 2020. Вона фінішувала шостою окремо, а її команда посіла друге місце. Лю не змогла виступати на повну силу під час заходу після того, як падіння на її потрійному акселі під час тренування призвело до травми правого стегна. Вона змогла відновитися після того, як приблизно на місяць відмовилася від потрійних стрибків.
11 грудня 2020 року Лю оголосила про додавання до своєї тренерської команди колишнього чотириразового чемпіона США серед чоловіків Джеремі Еббота.
У січні Лю брала участь у Чемпіонаті США 2021 року в Лас-Вегасі. Її труднощі на попередніх змаганнях викликали сумніви щодо того, як вона виступить на цьому змаганні, особливо тому що вона не намагатиметься виконати потрійний аксель чи четверні стрибки. На подив багатьох, вона посіла друге місце в короткій програмі з чистим катанням. У довільній програмі вона подвоїла один стрибок і недокрутила два інших, посівши четверте місце у цьому сегменті та опустившись на четверте місце у загальному заліку, вигравши олов'яну медаль. Пізніше Лю сказала, що з грудня 2020 року вона вже відновила тренування одного зі своїх найскладніших елементів, потрійного акселя, і спробує відновити тренування інших складних елементів під час підготовки до наступного сезону.

### Серед дорослих

#### Сезон 2018—2019: Перший дорослий сезон та перемога на Чемпіонаті США
Незважаючи на те, що Лю була надто молода, щоб брати участь у міжнародних змаганнях на старшому чи юніорському рівні, вона кваліфікувалася для змагань у старших рангах на Чемпіонаті США 2019 року в Детройті, штат Мічиган. 25 січня 2019 року вона побила попередній рекорд Тари Ліпінські та стала наймолодшою фігуристкою, яка виграла титул серед дорослих жінок, посівши друге місце після чинної чемпіонки США Брейді Теннелл з рекордним результатом (який був побитий через кілька хвилин Теннелл) і першою у довільній програмі. Вона стала наймолодшою фігуристкою, якій вдалося виконати потрійний аксель на Чемпіонаті США, а також третьою фігуристкою, якій це вдалося (після Гардінг та Мейсснер), і першою фігуристкою, яка зробила це під час короткої програми на Чемпіонаті США. Вона також була першою фігуристкою, яка виконала три потрійних акселя на змаганнях у США. Лю набрала 73,89 балів у своїй короткій програмі, відстаючи від Теннелл, лідерки після короткої програми, на 2,71 бала. У довільній програмі фігуристка виконала два потрійних акселя.
Оскільки Лю була надто молода, щоб брати участь як у юніорському, так і у старшому Чемпіонаті світу, її сезон завершився у січні після Чемпіонату США, який дав їй час попрацювати над своїми навичками катання та хореографією з італійською фігуристкою Кароліною Костнер у Римі, за домовленістю її тренерки Лаури Ліпецькі. Наприкінці 2019 року вона також почала працювати з італійським хореографом Массімо Скалі над своїми навичками катання та хореографією.

#### Сезон 2019—2020: друга золота медаль Чемпіонату США
Лю виступила на Чемпіонаті США 2020 року як фаворитка на захист свого титулу. Вона посіла друге місце в короткій програмі після того, як провалила свою спробу з потрійним акселем, але успішно виконала потрійний фліп та каскад потрійний лутц—потрійний тулуп, а також виконала обертання 4-го рівня. Вона отримала 75,40 балів. Лю виграла довільну програму з результатом 160,12 балів, що є її найкращим результатом у кар'єрі, і отримала 235,52 балів в цілому. Її підсумкова оцінка була більш ніж на 10 балів вищою, ніж у Мерайї Белл, яка посіла друге місце, і менше ніж на 15 балів вищою, ніж у Брейді Теннелл, яка посіла третє місце. У віці 14 років Лю стала наймолодшою дворазовою чемпіонкою США серед жінок і першою жінкою за сім років, яка вигравала Чемпіонати США один за одним, після Ешлі Вагнер у 2012 і 2013 роках та Мішель Кван. Остання виграла 8 титулів поспіль.

#### Сезон 2021—2022: Олімпійські ігри та завершення кар'єри
Лю брала участь у четвертому щорічному турнірі Peggy Fleming Trophy, заході для американських фігуристів старшого рівня, де елементи катання оцінюються «з мистецької точки зору». Вона посіла друге місце з результатом 118,61 бала, поступившись Карен Чен.
Лю провела червень, тренуючись з італійським тренером Лоренцо Магрі в Еньї, Італія, щоб покращити свою техніку стрибків за допомогою технічного спеціаліста ISU. Згодом він був доданий як постійний член її тренерської команди.
Лю дебютувала на міжнародному турнірі серед дорослих Cranberry Cup, змаганнях старшої категорії B у Бостонському ковзанярському клубі в Норвуді, Массачусетс, 14 і 15 серпня 2021 року. Вона виграла змагання, посівши перше місце як у короткій, так і у довільній програмах. Лю зробила спробу потрійного акселя, але впала. Вона виграла змагання із загальним результатом 205,74 бала.
Дебютувавши в серії Челленджер, Лю виграла Lombardia Trophy 2021, успішно виконавши потрійний аксель і отримавши нові особисті рекорди.
30 серпня 2021 року американське фігурне катання оголосило, що Лю було обрано для участі в турнірі Nebelhorn Trophy 2021 з метою забезпечити третє місце для американських жінок на Зимових Олімпійських іграх 2022. Карен Чен неофіційно завоювала третє місце на Чемпіонаті світу з фігурного катання 2021 року у Стокгольмі, і Лю було відправлено закріпити це місце. Лю посіла перше місце в обох сегментах змагань, щоб отримати золоту медаль і перше з шести доступних олімпійських місць.
Лю дебютувала на старшому етапі Гран-прі Skate Canada International 2021, де вона посіла четверте місце в сегменті короткої програми. У довільній програмі вона посіла сьоме місце і опустилася на п'яте місце у загальному заліку. На своєму другому етапі, NHK Trophy 2021, вона фінішувала на четвертому місці.
За два дні після її четвертого місця на турнірі NHK Trophy 2021 батько Лю вирішив звільнити тренерів Філіпа Ді Гульєльмо та Массімо Скалі, щоб Лю могла переїхати до Колорадо-Спрінгс, штат Колорадо, і почати працювати з Крісті Кролл, Дрю Мікінсом і Віктором Пфайфером.
На Чемпіонаті США 2022 року в Нашвіллі Лю посіла третє місце в короткій програмі, набравши 71,42 бала, незважаючи на поразку під час спроби потрійного акселя. Однак вона була змушена відмовитися від участі у заході після позитивного результату тесту на COVID-19. Незважаючи на це, вона успішно подала петицію, щоб її включили до збірної США на Зимових Олімпійських іграх 2022 року разом із Мерайєю Белл і Карен Чен. Лю була наймолодшою спортсменкою, включеною до американської олімпійської збірної.
У змаганнях серед жінок на Зимових Олімпійських іграх 2022 року Лю посіла восьме місце в короткій програмі. Вона не намагалася зробити потрійний аксель у сегменті. Незважаючи на помилки, вона сказала, що щаслива, оскільки «всі мої тренування окупилися, тому що я змагаюся тут. І метою всього мого життя та моєї ковзанярської кар'єри було змагатися на Олімпійських іграх». Вона піднялася на сьоме місце у довільній програмі і заявила, що «все ще в шоці від того, наскільки добре я виступила. Я багато працювала над цим, і я рада, що виконала дві чисті програми. Я створюю багато спогадів тут, і всі вони дійсно хороші». Пізніше Лю запросили покататися на гала-шоу, але вона не підготувала програму, оскільки не очікувала запрошення. Програму під пісню «Loco» дівочого k-pop-гурту Itzy поставив для неї на місці американський танцюрист Жан-Люк Бейкер у сукні, запозиченої в іспанської танцівниці Олівії Смарт. Пізніше Itzy опублікували зображення з виступу Лю в соціальних мережах, подякувавши їй за виконання під їхню пісню.
На Чемпіонаті світу 2022 року Лю посіла п'яте місце в короткій програмі з чистим катанням. У довільній програмі вона зробила спробу потрійного акселя, приземливши його з недостатнім обертанням. Фігуристка піднялася на третє місце, вигравши бронзову медаль. Вона стала першою американкою, яка виграла медаль на Чемпіонаті світу після Ешлі Вагнер у 2016 році, і лише другою з 2006 року.
9 квітня 2022 року Лю оголосила в Instagram, що завершує кар'єру, зазначивши, що вона задоволена нею, досягла своїх цілей і «продовжує життя». Пізніше, детальніше розповідаючи про своє рішення, вона пояснила: «Я настільки захопилася фігурним катанням, що я справді не займалася чимось іншим. Катання займає майже все твоє життя. Я не знаю, чи інші люди відчувають те саме, коли оглядаються на певні частини свого життя, але для мене це, безумовно, розмиття, тому що це якби з'єднується, знаєте — ходити на ковзанку, йти додому, змагатися. Було багато, багато випадків, коли я не була задоволена цим».

#### Сезон 2024—2025: Повернення до змагань

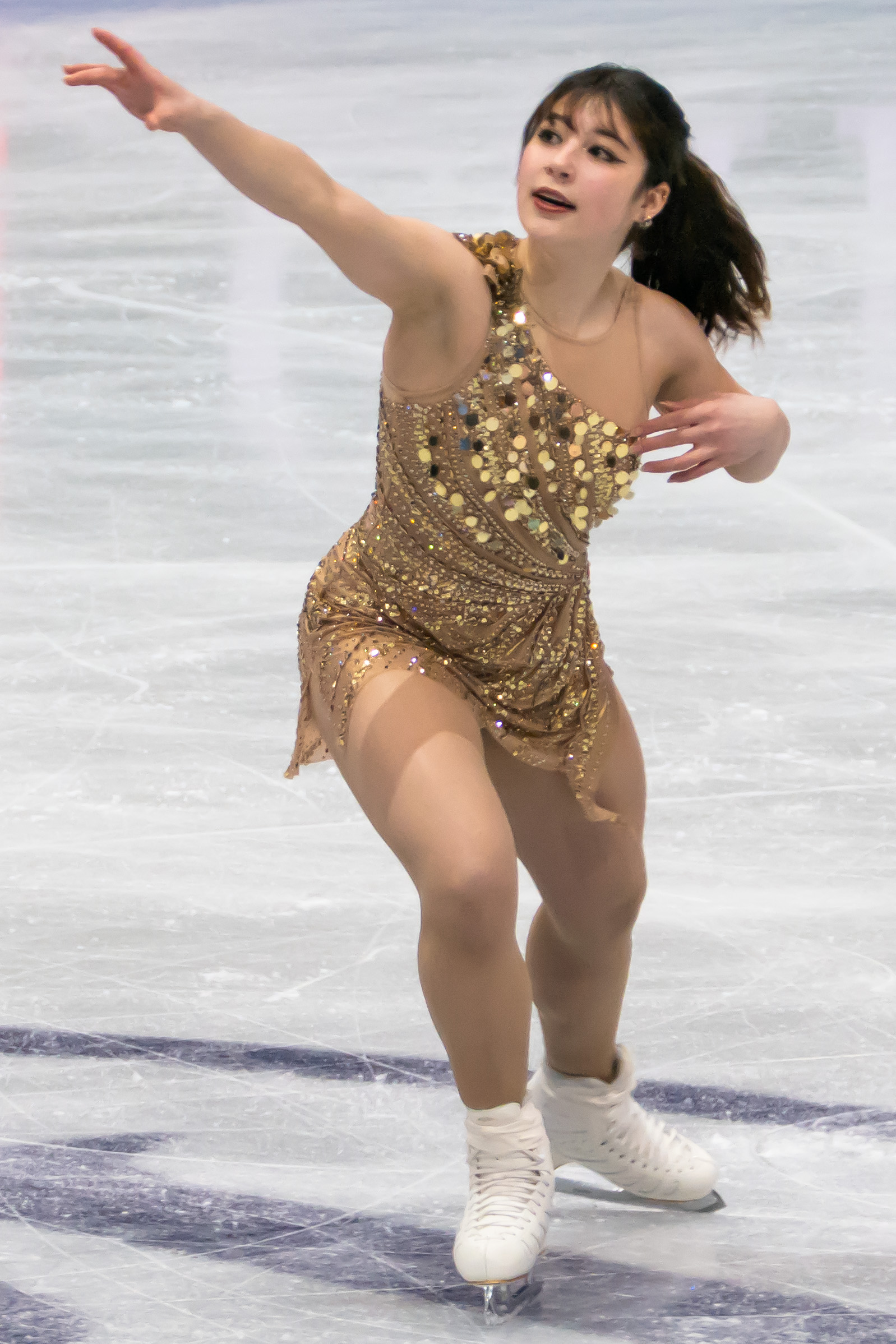
Лю виступає на Чемпіонаті світу 2025 року

1 березня 2024 року Лю опублікувала відео у своєму Instagram із текстом на екрані «у цьому сезоні 2024—2025» і «повертаюся на лід». Федерація фігурного катання США підтвердила повернення фігуристки.
Лю вирішила повернутися до колишніх тренерів Філіпа Ді Гульєльмо та Массімо Скалі. Через розклад навчання в Каліфорнійському університеті в Лос-Анджелесі Лю перенесла свою тренувальну базу в Lakewood Ice у Лейквуді, Каліфорнія. Оскільки Ді Гульєльмо та Скалі базуються в районі затоки, Лю працює з ними переважно віддалено. Вона також почала співпрацювати з тренерами Емі Евіденте та Іваном Діневим, які працюють у Lakewood Ice.
У жовтні 2024 року Лю брала участь у Budapest Trophy, її першому змаганні з березня 2022 року. У короткій програмі вона набрала 68,83 бала та посіла перше місце. У довільній програмі вона недокрутила три стрибки, але все одно посіла друге місце в сегменті та перше в загальному заліку, вигравши золоту медаль.
Лю посіла друге місце в короткій програмі на Skate Canada International 2024, але сьоме у довільній програмі через те, що три її стрибки були визнані недоротованими. Вона посіла шосте місце у загальному заліку. Після змагання Лю сказала, що рада знову брати участь у змаганнях: «Мені це дуже подобається. І я люблю свої тренування. Це навіть дуже весело, і я напевно більше присутня; більш щаслива та весела». Вона посіла четверте місце на етапі Гран-прі NHK Trophy 2024.
На початку грудня Лю також брала участь у Golden Spin 2024 у Загребі, де вона виграла золоту медаль. У січні 2025 року Лю брала участь у Чемпіонаті США 2025, де посіла перше місце в короткій програмі і друге місце у довільній, здобувши срібну медаль у загальному заліку і поступившись чинній чемпіонці США Ембер Гленн.
Змагаючись на Чемпіонаті чотирьох континентів 2025 року в Сеулі, Південна Корея, Лю посіла четверте місце як у короткій, так і в довільній програмах, зрештою фінішувавши четвертою у загальному заліку, відставши на 1,48 бала від бронзової призерки Сари Еверґардт.
На Чемпіонаті світу 2025 року Лю виграла коротку програму, набравши 74,58 бала, що є найкращим результатом в її кар'єрі. Вона також виграла довільну програму, набравши 148,39 балів і стала чемпіонкою світу. Лю обійшла триразову чемпіонку світу Каорі Сакамото та стала першою американкою, яка виграла титул чемпіонки світу після Кіммі Мейснер у 2006 році. Після перемоги вона сказала: «Боже мій, це так багато значить для мене після всього, через що я пройшла. Я така щаслива! Я дуже рада, що змогла продемонструвати два сильні виступи. Я ніколи, ніколи не мріяла стати чемпіонкою світу після повернення у спорт».

## Нагороди та визнання
У 2019 році Лю була включена до першого списку Time 100 Next, який проливає світло на наступне покоління майбутніх лідерів. Мішель Кван написала статтю про її визнання. У травні 2020 року Лю стала лавреаткою Gold House A100. Список А100 публікується щорічно Gold House і вшановує 100 найвпливовіших лідерів Азіатсько-Тихоокеанського регіону у різних галузях, таких як бізнес, технології, мода та краса, розваги, музика та спорт.

## Програми
| Сезон     | Коротка програма                                                                          | Довільна програма                                                                | Показові номери                                                                           |
| --------- | ----------------------------------------------------------------------------------------- | -------------------------------------------------------------------------------- | ----------------------------------------------------------------------------------------- |
| 2024—2025 | - «Promise» Laufey, Ден Вілсон. Хореограф-постановник Массімо Скалі                       | - «MacArthur Park» у виконанні Донни Саммер. Хореограф-постановник Массімо Скалі | - «Let You Break My Heart Again» Laufey, Філармонія (оркестр)                             |
| 2021—2022 | - «Gypsy Dance» (з балету «Дон Кіхот») Людвіг Мінкус. Хореограф-постановник Массімо Скалі | - «Концерт для скрипки з оркестром» Петро Чайковський (у виконанні Джошуа Белл)  | - «Rainbow» Кейсі Масґрейвс - «Loco» Itzy. Хореограф-постановник Жан-Люк Бейкер           |
| 2020—2021 | - «La Strada» Ніно Рота. Хореографиня-постановниця Лорі Нікол                             | - «The Storm» Балаж Хаваші. Хореографиня-постановниця Лорі Нікол                 | - «It’s Oh So Quiet» у виконанні Бйорк                                                    |
| 2019—2020 | - «Don't Rain on My Parade» у виконанні Барбри Стрейзанд. Хореограф-постановник Роен Ворд | - «New World Symphony» Дженніфер Томас. Хореографиня-постановниця Лорі Нікол     | - «Party Happening People» Deee-Lite. Хореограф-постановник Роен Ворд                     |
| 2018—2019 | - «Don't Rain on My Parade» у виконанні Барбри Стрейзанд. Хореограф-постановник Роен Ворд | - «The Witches of Eastwick» Джон Вільямс. Хореографиня-постановниця Сінді Стюарт | - «Don't Rain on My Parade» у виконанні Барбри Стрейзанд. Хореограф-постановник Роен Ворд |
| 2017—2018 | - «Spanish Flame» Максим Родрігес                                                         | - «Знедолені» Клод-Мішель Шенберг                                                |                                                                                           |
| 2016—2017 | - «Puttin' on the Ritz» Ірвінг Берлін                                                     | - «Sing, Sing, Sing» Бенні Гудмен                                                |                                                                                           |

## Спортивні досягнення
| Змагання                          | 16/17      | 17/18      | 18/19      | 19/20      | 20/21      | 21/22      | 24/25      |
| Міжнародні                        | Міжнародні | Міжнародні | Міжнародні | Міжнародні | Міжнародні | Міжнародні | Міжнародні |
| --------------------------------- | ---------- | ---------- | ---------- | ---------- | ---------- | ---------- | ---------- |
| Зимові Олімпійські ігри           |            |            |            |            |            | 7          |            |
| Чемпіонат світу                   |            |            |            |            |            | 3          | 1          |
| Чемпіонат чотирьох континентів    |            |            |            |            |            |            | 4          |
| Етап Гран-прі. NHK Trophy         |            |            |            |            |            | 4          | 4          |
| Етап Гран-прі. Skate Canada       |            |            |            |            |            | 5          | 6          |
| Челленджер. Lombardia Trophy      |            |            |            |            |            | 1          |            |
| Челленджер. Nebelhorn Trophy      |            |            |            |            |            | 1          |            |
| Челленджер. Budapest Trophy       |            |            |            |            |            |            | 1          |
| Челленджер. Golden Spin of Zagreb |            |            |            |            |            |            | 1          |
| Cranberry Cup                     |            |            |            |            |            | 1          |            |
| Міжнародні серед юніорів          |            |            |            |            |            |            |            |
| Чемпіонат світу серед юніорів     |            |            |            | 3          |            |            |            |
| Фінал юніорського Гран-прі        |            |            |            | 2          |            |            |            |
| Етап юніорського Гран-прі. Польща |            |            |            | 1          |            |            |            |
| Етап юніорського Гран-прі. США    |            |            |            | 1          |            |            |            |
| Asian Trophy                      |            | 2          | 1          |            |            |            |            |
| Challenge Cup                     |            | 2          |            |            |            |            |            |
| Національні                       |            |            |            |            |            |            |            |
| Чемпіонат США                     | 4          | 1          | 1          | 1          | 4          |            | 2          |